# مسابقات جهانی تنیس روی میز ۱۹۵۱
مسابقات جهانی تنیس روی میز ۱۹۵۱ (انگلیسی: 1951 World Table Tennis Championships) هجدهمین دوره مسابقات جهانی تنیس روی میز است که در شهر وین، اتریش برگزار شده است.
این مسابقات از ۲ تا ۱۱ مارس ۱۹۵۱ در دو بخش تیمی و انفرادی انجام شده است.